# 趙漢
趙漢（1478年—？），字鴻逵，號漸斋，浙江承宣布政使司嘉興府平湖縣（今浙江省平湖縣）人，明朝政治人物。

## 生平
正德二年（1507年）丁卯科浙江鄉試第四十八名，正德六年（1511年）辛未科三甲二十六名進士。授建昌府推官。十一年正月擢授南京戶科給事中，丁忧归。服阕，十四年五月起为吏科給事中。再丁忧，服阕，嘉靖元年（1522年）九月改兵科给事中。
嘉靖初年，尚書林俊以執奏獄囚李鳳陽，被嘉靖帝詰責。趙漢上奏勸阻。大禮議事件中，反對明世宗而下詔獄廷杖。三年八月升任吏科左給事中，九年六月升工科都给事中，因反對內閣桂萼、翟鑾，外放任職，十一年五月出官山西右參政，告歸。十八年十一月，以故官起為陕西右參政，数月後復致仕。

## 家族
曾祖父趙輔；祖父趙端，曾任壽官；父親趙璧。母韓氏。具庆下。弟滋、浃、津、溥。有子趙伊，官至陝西副使。